# Cerro El Toro
El cerro El Toro es un macizo ubicado en la frontera entre Argentina y Chile, entre la provincia de San Juan y la región de Atacama. Del lado chileno se encuentra dentro de la reserva nacional Huascoaltinos. Desde sus laderas desciende el río Valeriano en dirección al océano Pacífico.

## Acceso
Es conocido por haber albergado un centro ceremonial incaico, un santuario de altura con un enterratorio. 
Pese a su lejanía con el resto de los reconocidos macizos de Atacama, El Toro ocupa un lugar muy especial dentro del mundo de la arqueología de alta montaña. Su importancia y fama radican en que fue un oratorio y lugar de sacrificios incaico, hecho que se descubrió en 1964 cuando dos andinistas argentinos del Club Andino Mercedario encontraron en la cumbre el cuerpo de un joven indígena en perfecto estado de conservación, conocido como “La Momia del Cerro El Toro”. El cuerpo del sacrificado habría correspondido, al parecer, a un “chasqui” o mensajero de 18 a 20 años de edad, a diferencia de los cuerpos hallados en el Llullaillaco, quienes habrían pertenecido a la nobleza Inca. Debido a esto, algunas de las hipótesis dicen que el sacrificio llevado a cabo en El Toro habría sido el de un prisionero de guerra ofrecido al cerro en los ritos de fertilidad que se practicaban entonces. Conocido como la Momia del Cerro El Toro, el hallazgo arqueológico en la actualidad se encuentra en el Museo arqueológico Mario Gambier en Rawson, provincia de San Juan.
Si bien dicho hallazgo demuestra que el cerro fue escalado, al menos desde el siglo XV por los incas, se considera como su primera ascensión deportiva la realizada el 25 de enero de 1964 por una expedición del Club Andino Mercedario al mando de Erico Groch y compuesta por los andinistas Adán Crispín Godoy, Sergio Gino Job y Antonio Beorchia Nigris ascendieron al cerro El Toro (o de San Crispín) guiados por los baqueanos de Malimán, Justo Paredes y otro de nombre Justo.